# Вишньовський Василь Володимирович
Вишньовський Василь Володимирович (10 травня 1997, с. Клювинці — 17 грудня 2022, с. Підгірне) — військовослужбовець Збройних Сил України, учасник російсько-української війни.

## Життєпис
Народився 10.05.1997 року в селі Клювинці (Гусятинський район), нині Чортківський район Тернопільської області.
Навчався у загальноосвітній школі І-ІІІ ступенів с. Клювинці з 2003 по 2012 рр. У 2012 р., вступив у Хоростківський професійний сільськогосподарський ліцей, де здобув професію тракториста.
У 2017 р. він пішов служити на строкову службу, прослуживши 3 роки, підписав контракт. Останні роки він був у найгарячіших точках. Другий підписаний контракт на військову службу якраз збігся з початком російсько-української війни (2022). Воював на Херсонському та Запорізькому напрямках. Служив старшим стрільцем 128-ї окремої гірсько-штурмової бригади, що своїм осередком мала м. Мукачево, що на Закарпаттяі. Загинув 17 грудня 2022 року під час виконання бойового завдання поблизу населеного пункту Підгірного на Донеччині. Травми від ударної хвилі були несумісні з життям.

## Пам'ять
23 грудня 2022 року жителі Хоростківської міської громади зустрічали тіло полеглого на війні Героя Василя Вишньовського. Маршрут пролягав зі сторони села Яблунова, центральною дорогою через центр міста Хоросткова і до села Клювинці, звідки родом воїн. Також 23 та 24 грудня 2022 р. у Хоростківській громаді оголошено Днями жалоби. Жителів громади, підприємства, установи та заклади цього дня приспустити державні прапори. Чин похорону відбувся 24 грудня 2022року у родинному селі.
Ім'я Героя увічнено у Список тернополян, які загинули в російсько-українській війні (з 2014).